# Seamus Boxley
Seamus Boxley (* 21. September 1982 in Mountlake Terrace, Washington) ist ein früherer US-amerikanischer Basketballspieler. Boxley spielte nach dem Studium zunächst in Minor Leagues seiner Heimat sowie in der NBL Chinas. 2006 kam er nach Europa und spielte nach einer Saison in den Niederlanden, wo er mit den Matrixx Magixx den nationalen Pokalwettbewerb gewann, in der Basketball-Bundesliga 2007/08 auch in Deutschland für die Gießen 46ers. Später gewann er mit ZZ Leiden in den Niederlanden eine Meisterschaft sowie zwei weitere Pokalwettbewerbe. 2013 wurde er mit den Oberwart Gunners österreichischer Vizemeister. Nach einer Saison in der Ukraine spielte er in der Saison 2014/15 in Belgien für den Erstliga-Neuling Limburg United.

## Karriere
Boxley blieb zum Studium im Nordwesten der USA und spielte von 2000 an der Portland State University in Oregon für die Hochschulmannschaft Vikings in der Big Sky Conference der NCAA. In der Saison 2002/03 musste Boxley nach vier Einsätzen verletzungsbedingt aussetzen. Die Vikings waren jedoch wenig erfolgreich und erreichten erst in Boxleys Abschlussjahr 2005, als auch der spätere Bundesligaspieler Scott Morrison zu seinen Mannschaftskameraden zählte, die beste Saisonbilanz aller Mannschaften der Big Sky. Boxley wurde zum MVP der Big Sky 2005 ernannt. Nachdem man im Meisterschaftsturnier der Big Sky bereits im Halbfinale ausschied, verpassten die Vikings jedoch die Teilnahme an der landesweiten NCAA-Endrunde. Boxley zählt in allen wichtigen Kategorien zu den „All-Time Top Ten“ der mannschaftsinternen Statistiken der Vikings.
Nachdem Boxley im NBA-Draft 2005 von keinem Klub der am höchsten dotierten Profiliga NBA ausgewählt worden war, spielte er als Profi zunächst in der „International Basketball League“ für die Chinooks aus Portland an seinem Studienort. Anschließend war er kurzzeitig in der „National Basketball League“ Chinas aktiv, die unterhalb der Chinese Basketball Association angesiedelt ist, bevor er in der Saison 2005/06 noch in der NBA Development League (D-League) für die 66ers aus Tulsa aktiv war. Nachdem ihm auch hier nicht der Sprung in die NBA gelungen war, war er in der Saison 2006/07 in Europa für die Matrixx Magixx aus Nijmegen in der FEB der Niederlande unter Vertrag. Mit dieser Mannschaft gewann er den nationalen Pokalwettbewerb, verlor aber die Finalserie der Meisterschaft gegen den Rekordmeister und Titelverteidiger EiffelTowers Den Bosch.
Für die Basketball-Bundesliga 2007/08 wurde Boxley von den 46ers aus Gießen verpflichtet, nachdem sich ein Landsmann verletzt hatte und länger ausfiel. Die Mannschaft erreichte jedoch erneut nur den drittletzten Tabellenplatz am Saisonende, was gerade so zum Klassenerhalt reichte. Boxley kehrte schließlich zur Saison 2008/09 erneut in die Niederlande zurück, wo er für den Klub aus Leiden spielte. 2010 gewann er mit diesem Verein den nationalen Pokalwettbewerb, den ersten Titel des Vereins nach einer Meisterschaft 1978. Ein Jahr später wurde man zudem 2011 Meister. Diesen Titel konnte man 2012, nachdem Boxley zum MVP der Hauptrunde ernannt worden war, als Hauptrundenerster in der Finalserie gegen die EiffelTowers nicht verteidigen. Stattdessen gewann man in jener Saison einen weiteren Pokalwettbewerb. In der folgenden Saison 2012/13 wurde Boxley im Dezember 2012 von den Gunners aus Oberwart in der österreichischen Basketball-Bundesliga verpflichtet. Mit der Mannschaft erreichte er die Finalserie der Meisterschaft, die gegen BC Zepter Vienna verloren ging. Boxley war erneut als MVP der regulären Saison ausgezeichnet worden.
In der Saison 2013/14 spielte Boxley zunächst in der Basketball Superliga Ukraine für den BK Howerla aus dem galizischen Iwano-Frankiwsk. Die Saison endete für ihn jedoch vorzeitig, nachdem in Folge der revolutionären Unruhen nach einem Zahlungsstopp nahezu alle ausländischen Spieler das Land verließen. Zur Saison 2014/15 unterschrieb Boxley einen Vertrag in Belgien, wo er mit dem Neuling Limburg United aus Hasselt in der geschlossenen Profiliga Scooore League einen guten fünften Platz erreichte. Anschließend wechselte er zur Saison 2015/16 zum früheren Serienmeister Spirou BC in das französischsprachige Charleroi, mit dem er im Eurocup 2015/16 auch wieder in einem internationalen Vereinswettbewerb spielte.